# جان لیب
جان لیب (انگلیسی: John W. Lieb; ۱۲ فوریهٔ ۱۸۶۰ – ۱ نوامبر ۱۹۲۹) دانشمند اهل ایالات متحده بود.
وی همچنین برندهٔ جوایزی همچون مدال ادیسون انجمن مهندسان برق و الکترونیک شده‌است.